# Nuevo Mundo (Almería)
El Nuevo Mundo, con una altura máxima de 2113 m s. n. m., es uno de los picos más importantes de la Sierra de Gádor, al sur de la provincia de Almería (España). Administrativamente, se encuentra en el término municipal de Dalías.

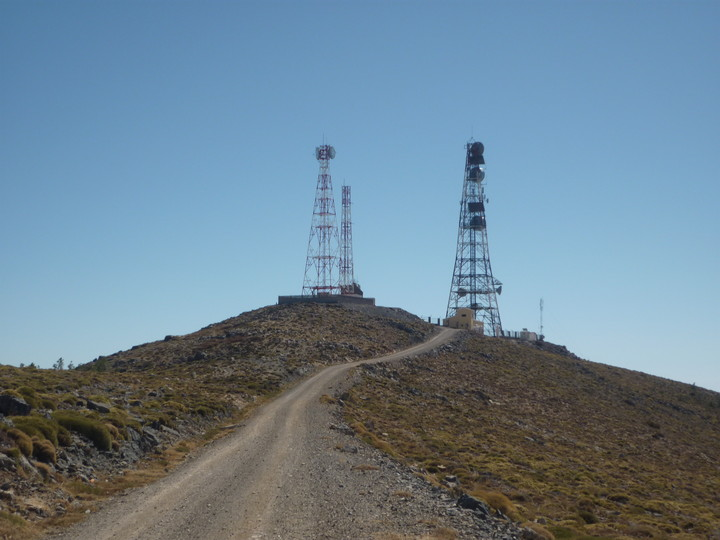
Antenas en la cima del Nuevo Mundo

## Descripción
Este pico se encuentra en una posición destacada en el suroeste de la sierra. Desde su cima se puede contemplar el Campo de Dalías, el Mar Mediterráneo y otros puntos de la provincia. Teóricamente, en un día despejado con condiciones idóneas podrían incluso verse las costas de África (la Tetica de Bacares, ubicada más al norte y de altura ligeramente inferior, se utilizó para establecer la conexión geodésica entre Europa y África en 1878).
Tiene un clima frío en invierno y caluroso y seco en verano, con una gran amplitud térmica. La nieve y las heladas son frecuentes en invierno, aunque por su ubicación geográfica es menos nivoso y lluvioso que otros picos de altura similar en la península.
En la cima, se encuentran varias antenas de telefonía, radiotelevisión, detección de incendios y otros fines. Por este motivo, está conectado a una pista forestal y es el punto más alto de la Sierra de Gádor que se puede alcanzar en vehículo.
La subida al Nuevo Mundo es un reto popular para los ciclistas de la zona, siendo posible pasar del nivel del mar a más de 2000 m de altura en tan solo unos kilómetros.

## Acceso
Es posible acceder a su cima a pie, en bicicleta o en vehículo todoterreno. El acceso principal se realiza mediante pistas forestales a través de la Balsa de la Chanata, partiendo desde Felix o desde el Parque eólico de Enix. Desde Celín también comienza una pista forestal que nos llevaría hasta su cima, además de otros caminos secundarios como por ejemplo desde Fondón o Íllar. A pie hay numerosos accesos.

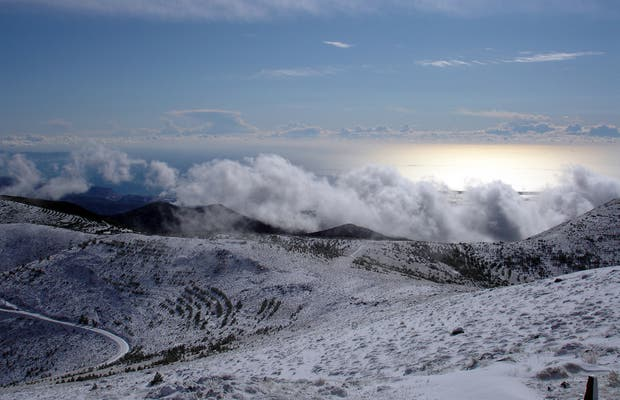
Vistas del Mar Mediterráneo desde la cima